# サンガモン郡 (イリノイ州)

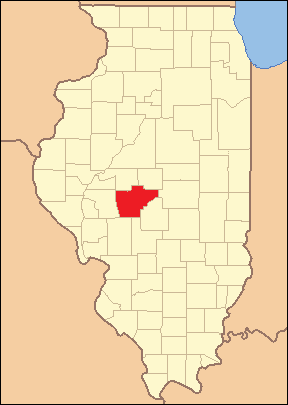
イリノイ州内の位置

サンガモン郡（Sangamon County）は、アメリカ合衆国イリノイ州の郡である。人口は19万6343人（2020年）。郡庁所在地は州都スプリングフィールドである。

## 地理
アメリカ合衆国統計局によると、この郡は総面積2,271 km2 (877 mi2) である。このうち2,249 km2 (868 mi2) が陸地で23 km2 (9 mi2) が水地域である。総面積の1.01%が水地域となっている。

## 人口動勢
2000年国勢調査で、この郡は人口188,951人、78,722世帯、及び49,909家族が暮らしている。人口密度は84/km2 (218/mi2) である。38/km2 (98/mi2) の平均的な密度に85,459軒の住居が建っている。この郡の人種的構成は白人87.42%、アフリカン・アメリカン9.65%、先住民0.21%、アジア1.10%、太平洋諸島系0.03%、その他の人種0.38%、及び混血1.21%である。人口の1.06%がヒスパニックまたはラテン系である。
この郡内の住民は25.00%が18歳未満の未成年、18歳以上24歳以下が8.10%、25歳以上44歳以下が29.70%、45歳以上64歳以下が23.70%、及び65歳以上が13.50%にわたっている。中央値年齢は37歳である。女性100人ごとに対して男性は91.40人である。18歳以上の女性100人ごとに対して男性は87.30人である。
この郡の世帯ごとの平均的な収入は42,957米ドルであり、家族ごとの平均的な収入は53,900米ドルである。男性は37,696米ドルに対して女性は28,814米ドルの平均的な収入がある。この郡の一人当たりの収入 (per capita income) は23,173米ドルである。人口の9.30%及び家族の6.50%は貧困線以下である。全人口のうち18歳未満の12.70%及び65歳以上の7.30%は貧困線以下の生活を送っている。

## 都市及び町
- スプリングフィールド（郡庁所在地）
- Auburn
- Berlin
- Buffalo
- Cantrall
- Chatham
- Clear Lake
- Dawson
- Divernon
- Grandview
- Illiopolis
- Jerome
- Leland Grove
- Loami
- Mechanicsburg
- New Berlin
- Pawnee
- Pleasant Plains
- Riverton
- Rochester
- Sherman
- Southern View
- Spaulding
- Thayer
- Williamsville